# Sõmeru, Paide
Sõmeru este un sat situat în partea de nord a Estoniei, în regiunea Järva. Aparține comunei Paide.